# Mauritius (helgon)
Sankt Mauritius (även Moritz, Morris eller Maurice) var ett kristet helgon som levde på 200-talet. Mauritius ledde den romerska tebaiska legionen, som kallats från Thebe i Egypten (nuvarande Luxor) för att bistå den romerske kejsaren Maximianus. Legionen bestod enligt traditionen enbart av kristna och dessa slogs hjältemodigt vid Maximianus sida. När kejsaren beordrade dem att förfölja en grupp kristna vägrade dock legionen och straffades därför av kejsaren genom att var tionde man i legionen avrättades, en så kallad decimering. Även andra gången vägrade de, vilket åtföljdes av ännu en decimering och då de fortsatte att vägra order beordrade Maximianus att alla de resterande 6 600 soldaterna skulle avrättas.
Sankt Mauritius var en av flera afrikanska katolska helgon och han avbildas i Coburgs stadsvapen.
Asteroiden 745 Mauritia är uppkallad efter honom.